# Canon EOS 4000D
La Canon EOS 4000D és una càmera reflex digital APS-C fabricada per Canon. Va ser anunciada, junt amb la EOS 2000D, el 25 de febrer de 2018 amb un preu de venda suggerit de 429€, el qual incloïa l'objectiu Canon EF-S18-55 mm f/3,5-5,6 II.
Aquest model i la EOS 2000D van substituir a la EOS 1300D, sent la primera inferior i la segona superior en prestacions.
Va ser presentada com la càmera reflex digital d'iniciació amb el preu de llançament més economic fins al moment.
Aquest model és conegut com a Canon EOS 3000D en algunes parts d'Àsia i com a EOS Rebel T100 a Amèrica del Nord.

## Característiques[1]
- Sensor d'imatge CMOS de 18 megapíxels
- Processador d'imatge Digic 4+
- 9 punts d'autoenfocament amb un punt en creu en el centre a f/5,6
- Disparo continu de 3 fotogrames per segon
- Sensibilitat ISO 100 - 6400 (ampliable fins a H: 12800)
- Gravació de vídeo FULL HD de 1080p a 24p, 25p (25 Hz) i 30p (29,97 Hz)
- Gravació de vídeo HD de 720p a 60p (59,94 Hz) i 50p (50 Hz)
- Pantalla LCD de 2,7" amb una resolució de 230.000 píxels
- Wi-Fi incorporat per poder enviar les fotografies i vídeos al telèfon
- Batería LP-E10

## Diferències respecte a la 1300D[2]
- Resolució de pantalla inferior: La 4000D consta d'una pantalla de 2,7″ amb 230.000 píxels i la 1300D d’una pantalla de 3,0" amb 920.000 píxels, per tant, té quatre vegades menys de resolució.
- No consta d'un botó separat per encendre i apagar, sinó que està inclòs en el selector d'escenes
- No consta de connectivitat NFC
- Muntura de lent de plàstic, en lloc de metall
- En aquest model es va eliminar el pin central de la zapata de flaix, fent així que només fos compatible amb flaixos TTL[3]

## Inclòs a la caixa[4]
- Cos de la Canon EOS 4000D
- Ocular EF
- Tapa d'objectiu E-58 II
- Tapa posterior d'objectiu E
- Corretja per la càmera EW-400D
- Bateria LP-E10
- Carregador de bateria LC-E10E
- Cable d'alimentació
- Guia d'inici

## Accesoris compatibles
- Tots els objectius amb muntura EF / EF-S
- Flaixos amb TTL
- Targetes de memòria SD, SDHC i SDXC
- Cable mini HDMI (tipus C)